# 三体III：死神永生
《三体III：死神永生》是中国大陆作家刘慈欣创作的“三體系列”之完结篇。本书于2010年11月由重庆出版社出版。2017年获得轨迹奖最佳长篇科幻小说奖。

## 内容概述
作为《三体》系列第三部作品，本书以地球人类程心的一生为主线，对继第二部《黑暗森林》中威慑建立后的人类历史进行了续写，进一步揭示了宇宙黑暗森林状态的真正面目。在本篇的故事中，太阳系最终没有逃过灭顶之灾；但程心和来自星舰文明的关一帆，为太阳系的人类文明保留了一颗火种。

## 时间线

### 公元纪元
1453年5月 四维碎片在地球出现，被妓女狄奥伦娜发现并加以利用。在君士坦丁堡即将被攻克的最后时刻，狄奥伦娜向拜占庭帝国最后一任君主君士坦丁十一世展示了四维空间的力量。但是在狄奥伦娜准备刺杀奥斯曼帝国苏丹穆罕默德二世时四维碎片离开了地球，狄奥伦娜被殺。

### 危机纪元
危机纪元1－4年 程心毕业、从中国航天技术研究院更换到行星防御理事会战略情报局（PIA）的工作并提出了阶梯计划，企图将一个飞行器——巨帆加速到光速的百分之一並以此向三体舰队发出探测器。在阶梯计划的有效载荷因现实条件限制而减至最少（半公斤——500克）后，最终由PIA局長托马斯·维德确定向三体舰队发送一个人类大脑。为了达到获取人类大脑的目的，PIA推动了许多国家（包括中国）允许安乐死。
危机纪元4年 程心同学云天明因为癌症晚期决定实行安乐死，在安乐死之前，他的一个大学同学胡文前去拜访他并给予他三百万元，感谢他所提供的创业点子。云天明用这些钱购买了DX3906恒星并送给程心。在他进行安乐死的最后一刻，程心出现并中断了程序，但是她的目的是让云天明参加阶梯计划。最终，云天明的大脑被送向三体舰队，但因帆的一根帆索断开，飞行器偏离既定航线（但因某些原因，三体舰队成功截获了探测器）。

### 威慑纪元
威慑纪元12年 “青铜时代”号回到了地球，全体人员在离舰后马上被捕并判刑，最后一刻“青铜时代”号原目标甄别军官史耐德向“蓝色空间”号发出了警告——这里不是家！太阳系唯一一艘搭载引力波威慑系统的恒星级战舰“万有引力”号在三体所研发的极其坚硬的强互作用力宇宙探测器“水滴”的陪同下启程追赶“蓝色空间”号。
威慑纪元61年 DX3906恒星被发现拥有行星，并很可能为类地行星，此前人类认为该恒星是一颗裸星。为了从程心手中收回星系所有权，联合国和太阳系舰队将程心从冬眠中唤醒。DX3906星系行星的发现者艾AA作为程心的联络人与程心相识。苏醒后的程心被寄予担任执剑人的期望，为此险遭昔日上司托马斯·维德暗杀。经过与AA和智子的交流，程心决定竞选执剑人。
威慑纪元62年 虽然经历了智子盲区，但“万有引力”号仍然追上了“蓝色空间”号，“万有引力”号全舰苏醒。此时，“蓝色空间”号和“万有引力”号进入了一个四维碎块，但后者没有意识到这一点。
与此同时，程心当选为第二任执剑人，深知程心无法胜任执剑人的三体世界立刻发起了对地球黑暗森林威慑系统的打击。程心放弃威慑操作，坐视地球上的三个引力波发射台被摧毁。
陪同“万有引力”号的“水滴”也依靠内置AI试图攻击“万有引力”号，却遭到“蓝色空间”号从四维展开的伏击，没能成功并破裂成了普通物体。随后“蓝色空间”号的战斗部队借四维空间控制了“万有引力”号。两艘战舰上的成员投票决定，启动引力波广播发送三体世界的座标。由於地球與三體世界相距極近，此舉形同自曝地球所在位置。

### 威慑后
威慑后第一天至第五天 “蓝色空间”号上的艦長褚岩带领“万有引力”号上的莫沃维奇艦長和專家关一帆进入了四维空间，之后，关一帆、卓文上尉和韦斯特医生组成探险队在四维空间内航行，发现了被称为“魔戒”的四维实体，并与其进行了交流，得知了宇宙维数正在降低的事实。
威慑后六十天 三体第二舰队出发后，人类很快发现三体第二舰队的航行速度达到了光速。此时智子宣布地球上的人类必须全部移民到澳大利亚。
威慑后第一年 程心在澳大利亚遇到了弗雷斯老人和维德。智子招募的地球治安军开始有计划地打击澳大利亚的基础设施，企图把澳大利亚倒退至低技术时代。之后，地球人发现“万有引力”号已经启动了广播，智子宣布放弃将全球人口移民澳大利亚。

### 广播纪元
广播纪元7年 经过短期冬眠，程心治好了因受强烈刺激而失明的眼睛。某一天晚上，三体世界遭到光粒打击，三体行星坠入其中一颗恒星，三体世界灭亡。程心与罗辑接受了智子的茶道款待，智子在谈话中表明存在向宇宙发布免于黑暗森林打击的安全声明。
智子在她最后一次与程心对话后告诉后者，在危机纪元初阶梯计划发射的大脑主人雲天明早已被三体舰队捕获，现在雲天明想要见她。程心与雲天明在地日拉格朗日点通过低维展开的智子实时通信，云天明讲述了《王国的新画师》、《饕餮海》、《深水王子》三个童话故事。经过情报解读委员会（IDC）的长时间破解，人类得到了许多有用的信息，但没能正确解答出最重要的一点——画的含义。
广播纪元8年 曲率推进而产生的低光速区（黑域）第一次被发现，因此也引发了一个错误警报事件，之后曲率驱动被宣布为非法。在拉格朗日点，掩体计划进行了一次模拟实验。维德说服程心转移星环公司的控制权以进行曲率驱动引擎的研制，并答应她当遇到“在光速飞船的研制过程中有可能危害人类生命”的事件发生时立即唤醒她。程心答應，再一次进入冬眠。

### 掩体纪元
掩体纪元11年 维德控制下的星环公司不久前公开表明了对仍非法的曲率驱动引擎的研究，之后星环公司旗下的太空城星环城宣布独立，因此程心被唤醒。程心在游览了木星背后几个太空城后进入星环城与维德交涉，最终维德遵守了广播纪元时期对程心的承诺放弃了抵抗，被处死，而程心唤醒了艾AA，她们越发感到未来的渺茫，并再次双双冬眠，希望直接到打击后的时代。
掩体纪元66年 一艘不明身份的宇宙飞船以接近光速的速度掠过太阳系边缘，最近距离地球仅1.3光年，这也是地球人第一次观察到三体世界之外的外星文明。之后，飞船上的操作者“歌者”向地球进行了打击，与以往不同的是，这一次外星文明使用了二向箔代替了光粒，企图将太阳系二维化。人们经过计算，逃脱二维化所需的逃逸速度为光速。
掩体纪元67年 太阳系的二维化开始了，程心和艾AA也因此被唤醒，她们前往距离二向箔最远的行星冥王星，在那里遇到了近200岁的罗辑，后者现在的身份是冥王星博物馆的管理者。程心和艾AA帮罗辑把冥王星上一些人类珍贵的文物搬运到星环号上，同时目睹了太阳系恒星和七个行星的二维化。程心和艾AA乘坐星环号离开冥王星后，从罗辑口中得知，星环号搭载着太阳系唯一一个曲率驱动引擎，可以达到光速并逃离二维化。程心决定把目的地定在云天明送给她的DX3906恒星系。

### 太阳系二维化之后
银河纪元409年（二维化之后286年） 星环号飞船到达DX3906恒星系，探索了该星系的两颗行星，并分别将其命名为灰星和蓝星。在有生命的蓝星上发现了“万有引力”号成员关一帆，后者向她们透露了更多宇宙的奥秘。不久，几艘外星飞船在DX3906星系内达到光速，制造了几个内部光速为零的死线。之后程心得知云天明也将来到该星系。就在程心与云天明即将见面时，由于不明原因（很可能是由于随云天明而来的三体飞船对死线的扰动），死线范围扩大到了整个恒星系，但其内的光速由零略增至每秒十几公里。程心和关一帆落入黑域，由于低光速飞船电脑系统无法运行，关一帆启动了适用于低光速下的神经元控制系统，系统完全开启需要十二天时间，程心和关一帆也因此短期冬眠。在此期间他们乘坐的飞船一直以慢于低光速的速度飞行，他们的时空较正常光速的时空慢上万亿倍。
公元18903729年 神经元操作系统加载完毕，程心苏醒，关一帆操纵飞船降落在蓝星上，外界时空已过了一千万年，蓝星的地貌发生了翻天覆地的改变，但程心还是发现了因地质变动而深埋地下二十余米的艾AA留下的遗言，得知她与云天明度过了幸福的一生。之后，云天明所留下的由三体世界制造的647号小宇宙的门出现，程心与关一帆进入了647号小宇宙，希望在那里渡过宇宙大坍缩后到达之后的新宇宙，他们在其中再次遇到了智子。
数十亿年后 由于数千亿的小宇宙从大宇宙中取走了过多的质量，宇宙停止了坍缩，外星文明发起了回归运动，号召拥有小宇宙的生命体归还质量，程心和关一帆响应了号召，放弃了小宇宙中的物质以回到大宇宙这个险恶的环境。
但最终，程心在小宇宙中留下了5公斤重的，鱼缸般的生态球。宇宙的最终命运不得而知。

## 出场角色

### 人物
程心：出生于公元世纪，是本书主角。危机初年是航天发动机专业博士，毕业后进入为新一代长征火箭研制发动机的课题组，之后自愿被抽调进入行星防御理事会战略情报局（简称PIA），在PIA第一次全体会议中提出了阶梯计划，该计划由于飞行器故障失败，程心随后冬眠。在威慑纪元冬眠苏醒后成为第二任执剑人，但她在三体世界开始打击后没有启动广播。在广播纪元和云天明见面，使人类获得许多情报。在威慑纪元创立了星环公司，掩体纪元初期把星环公司的控制权交给托马斯·维德以便后者研制曲率驱动飞船。掩体纪元后期冬眠苏醒后说服维德放弃对太阳系联邦的抵抗。太阳系二维化打击开始后乘坐搭载了星环公司研制出的可以达到光速的曲率驱动引擎的星环号飞船逃出太阳系，成为地球文明幸存者之一。
云天明：程心的大学同学，一直暗恋着程心，在危机纪元初花三百万人民币买下了DX3906恒星系并送给程心。阶梯计划中，他的大脑被发送向三体舰队，但是搭载其大脑的飞行器出现故障失踪，之后被人类淡忘，但是该飞行器被三体第一舰队成功捕获，三体第一舰队通过他大脑克隆了他的身体。广播纪元中，他在与程心的会面时利用提前准备的三个童话故事，透露了大量有关黑暗森林的信息，催生了掩体计划、黑域计划和曲率驱动引擎的研制。程心和艾AA逃出太阳系来到DX3906星系后，云天明也赶去与程心相见，但该恒星系的死线被不明原因触发，使得DX3906的恒星系陷入低光速黑域。之后，他与艾AA度过了一生。
艾AA：威慑纪元时期的地球博士生，采用新的方法观测到DX3906拥有两颗行星。在程心冬眠苏醒后成为程心的伙伴、好友和合伙人，实际管理星环公司。太阳系二维化时与程心一起逃离太阳系，成为地球文明幸存者。在恒星DX3906陷入低光速黑洞后，她与云天明度过了一生，并且在石头上留下了遗言。
托马斯·维德：危机纪元初担任PIA局长，在威慑纪元从冬眠苏醒后发觉了威慑纪元人类脆弱和幼稚的特点，试图刺杀最有可能成为第二任执剑人程心以防止地球遭受三体打击后无所作为，没有成功而入狱。掩体纪元初，他说服了程心从而掌管星环公司，进行光速飞船研究。研究取得突破后，他组织私人武装在木星背后的星环城内与政府对抗。程心决定向政府投降后，维德遵守了约定听从程心放弃抵抗的命令，被捕并被在万分之一秒内汽化。他为达目的会不择手段，以“前进！前进！！不择手段地前进！！！”为座右铭。
关一帆：危机纪元人，地球星际飞船“万有引力”号的研究员，住在“万有引力”号尾部研究宇宙科学。在“万有引力”号被“蓝色空间”号控制后跟随褚岩进入了四维空间，发现并研究了四维空间内被称为“魔戒”的遗迹。太阳系二维化之后知晓了程心的行踪，来到DX3906星系。在DX3906上与程心一起陷入低光速黑洞，并陪伴程心至最后。
智子：原来是三体人制造的微观粒子探测器，威慑纪元中三体世界和人类共同制造了一台当时最先进的仿生机器人，由三体人控制，成为三体世界在地球的代言人，外形为日本女性。威慑后纪元期间组织强迫人类迁移，广播纪元之初逃离地球。最后在三体世界制造的647号宇宙出现并为程心和关一帆服务。
罗辑：《三体II：黑暗森林》的男主角，公元纪元出生，是杨冬的高中同学，受叶文洁的启发独自探索创立了宇宙社会学，是第一个认识到宇宙黑暗森林状态的地球人。在威慑纪元成为第一任执剑人，离任后被以毁灭恒星罪之名逮捕。书末以冥王星上人类博物馆的看守人的身份出现，最终被二维化。
狄奥伦娜：十五世纪人，拜占庭帝国中的一个妓女，偶然接触到高维碎片，希望利用四维空间帮助君士坦丁杀死奥斯曼帝国的首领以成为圣女，后因为高维碎片离开了地球而失败被殺。
杨冬：公元纪元出生，物理学家，偶然的机会通过其母亲叶文洁了解到三体世界，并认识的宇宙黑暗的真相，由于无法接受其母亲变成另一个人，加之物理学的研究走上尽头，她选择了自杀。
米哈伊尔·瓦季姆：危机纪元初期担任刚刚组建的行星防御理事会战略情报局（PIA）技术规划中心主任，参与了阶梯计划的可行性讨论与制定。
毕云峰：公元纪元人，曾是当时世界最大的粒子加速器设计师之一。通过冬眠来到威慑纪元，参与竞选第二任执剑人，在得知维德企图暗杀程心后报警。他意识到了程心不会启动广播，希望劝说后者放弃竞选。掩体纪元中被托马斯·维德招募。
曹彬：公元纪元人，曾是物理学家。通过冬眠来到威慑纪元，参与竞选第二任执剑人，同样意识到了程心不会启动广播。掩体纪元中也被托马斯·维德招募。
韦斯特：万有引力号上的心理医生，曾接待过许多见到四维碎片却以为是幻觉的人。在关一帆发现“魔戒”后加入了探险队研究“魔戒”。
褚岩："蓝色空间"号上的船长。

### 组织
地球治安军：威慑后，由智子招募的监督人类移民的人类军队，分为亚洲、北美和欧洲三个军团，在移民过程中大量使用武器，造成上百万人的死亡，但在移民的过程中也起到一定的积极作用（维持秩序和保证供给，并且保护地球上的基础设施）。
地球反抗军：地球上的反抗组织，与治安军展开游击战，并等待着与将踏上地球的三体侵略者的进行最后战斗。但由于力量差距，他们的每次行动都无异于自杀，其中罗辑是他们的精神领袖。

### 飞船
“蓝色空间”号战舰：末日战役后，人类的残留空间战舰之间由于“黑暗森林”法则的存在互相攻击，共有两艘战舰幸存，一为“蓝色空间”，另一为“青铜时代”。随后在地球文明和三体文明的联合诱骗下，仍然保持了足够的谨慎未立刻返港，收到“青铜时代”的警报而迅速撤离。战舰上的科学家最早发现了四维碎片并加以利用。人类的黑暗森林威胁失效后遭受三体世界的打击，之后利用四维碎片摧毁水滴，并占领追击舰“万有引力”号。在确认人类的威慑失效后，通过民主投票方式决定使用“万有引力”号发出黑暗森林广播。之后“蓝色空间”号选择远离太阳系文明，寻求独立发展，并最终建立星舰人类文明，并将人类文明延续到了世界的终点。
“青铜时代”号战舰：青铜时代号战舰于末日战役以及黑暗森林事件中幸存，但在得知地球文明与三体文明建立了威慑平衡后，被诱骗返航，舰上所有人员在离开战舰后马上受到审判。之后地球人得知叛逃期间，“青铜时代”主动对其他战舰发动攻击，夺取给养，并将其他战舰船员尸体制造为食品。最后几乎全员被判刑。
“万有引力”号战舰：万有引力号是末日战役后地球建造的第一艘恒星级战舰，外形呈一个规则的白色圆柱体。船体为一个引力波发射器，是人类构成黑暗森林威慑的引力波宇宙广播系统的一部分。
由于黑暗战役所带来的教训，万有引力号上的成员数量比其他恒星级战舰要少很多。同时万有引力号上的心理甄别也很严格，大部分人遇到反常现象时也不敢去汇报，因此万有引力号开始并没有发现四维碎块。
“星环”号宇宙飞船：程心与艾AA的专属飞船，由星环公司制造。经过几代的改造，其第三代（即终代产品）因为搭载了曲率推动引擎而成为地球文明唯一一艘在太阳系二维化时逃脱的飞船。

## 概念
- 黑暗森林：参见三体II：黑暗森林。
- 水滴：三体人利用强相互作用材料制造的小型探测器，其表面材料的物质完全由强作用力凝聚在一起，强度、飞行速度和智能化程度极高。可以轻易击穿战舰及城市。最後被藍色空間號戰鬥隊成員從四維空間摧毀其內部結構而失效。
- 执剑人：地球文明对三体文明进行黑暗森林威慑的最终执行人，身处地下掩体，接收来自监视器的信息，一旦发现水滴对地球文明的攻击企图，则根据自己的判断来决定是否发出坐标广播。只有两位人类成员成为执剑人，第一位为罗辑，担任时间超过45年，第二任为程心，担任不超过15分钟，在其接任同时发生水滴袭击，程心放弃发出广播。
- 歌者：未知高等文明的底层人员，担任监听并依靠直觉来分析太空信号，他一直监视（或说在扫视）着地球文明和三体文明，并动念毁灭罗辑发出的坐标星体和三体母星，但都被其他监听人员提前摧毁。最终歌者开始清理太阳系文明，由于发现盲点（即地球文明所谓掩体计划），放弃采用光粒而使用降维武器“二向箔”进行攻击。另有一說為歌者向地球發出打擊時地球已被摧毀，因為文中地球被摧毀的時間早於歌者發出打擊的時間，因此由於光需要時間傳播故歌者並不知道太陽系已經被二維化，後作者證實為筆誤。
- 二向箔：以引力場封裝的二維空間碎片，在引力場蒸發后會接觸三維空間并不斷將四周的三維空間拉扯跌落至二維，逃離其牽引範圍所需的逃逸速度為光速。
- 光粒：通过加速至非常接近光速的基本粒子对恒星进行打击，由于相对论效应，高速粒子的质量很大，故直接擊穿三體星系的恆星，恆星被擊穿后發生井噴現象并導致三體世界三顆行星表面變成一片火海，此次打擊造成所有留在行星系內的三体人死亡。
- 四维碎片：本书中一个重要设定就是宇宙的三维属性是一个可改变的量而不是公理，现在的宇宙是一个从四维空间降维得到的三维空间。这种降维是由宇宙文明间的降维攻击导致，当全部宇宙被降低到三维空间后，还残留了一些极小的四维空间，称之为四维碎片。按照书中设定，当三维的人类进入四维空间后，可以跨越距离和障碍对三维空间的存在进行影响。“蓝色空间”号战舰即使用这种特性摧毀了三体的水滴，并占领了“万有引力”号战舰。
- 曲率引擎：驱动飞船进行光速飞行的发动机，通过在飞船身后降低空间曲率来推动飞船（飞船会被拉向前方曲率较高的空间），三体人和地球先后掌握了这一技术。曲率引擎运行时会产生“曲率航迹”，航迹内的光速降低。可以利用大功率曲率引擎产生的航迹来制造黑域（低光速黑洞）甚至“死线（光速为0的区域）”。关于类似的技术，参见阿库别瑞引擎或星际迷航系列的曲速引擎。
- 慢雾：歌者对于低光速区的名称，用来描述曲率引擎所引起的空间曲率降低并伴随光速下降的现象。
- 死线：超大功率的曲率引擎制造的光速为0的区域，细长，漆黑。死线并不稳定，被扰动之后可以扩展形成慢雾，但此种慢雾中光速仍然极低，甚至可以低至恒星系统逃逸速度。

## 云天明童话
作品中，云天明详细讲述了连续的三个童话故事——《王国的新画师》、《饕餮海》、《深水王子》。它们对三体文明的先进技术作了诸多隐喻，是贯穿于小说后半部的重要线索，对故事的发展起了重要作用。

### 背景
在阶梯计划中，云天明的大脑被送入太空，后被三体人截获。三体人根据其大脑将其身体克隆出来后，云天明深入接触了技术先进的三体文明。在了解了三体人所掌握的许多先进技术的同时，他也将地球文化传入三体世界。
云天明想将他从三体世界了解到的先进技术讲给地球人，但他深知三体人不允许他这样做。于是他编了这三个童话故事，在其中对这些先进技术作了诸多隐喻。由于三体人思维透明，使得他们不容易发现其中隐藏的秘密。同时，云天明将这三个童话故事与其它许多来自地球的童话故事一起，讲给三体人听，甚至出版了书籍。
后来，云天明通过智子通讯将这三个童话故事讲给了程心。地球人专门成立了情报解读委员会对这些故事进行解读，但是解读进展缓慢。甚至有些隐喻，直到地球遭受灭顶之灾时才有人明白。

### 情节

#### 王国的新画师
有个岛上王国叫无故事王国，国王有三个孩子——深水王子去了墓岛，因为后来饕餮鱼包围了无故事王国，无法回来；冰沙王子性格古怪、为人残暴；露珠公主为人善良，被国王选定为王位继承人。
冰沙王子找来一个新画师——来自赫尔辛根默斯肯的针眼画师。针眼画师可以把他见过的人或东西“画进画里”——被画进画里的人或东西会从现实世界彻底消失。画这种画需要来自赫尔辛根默斯肯的狼毫笔、来自赫尔辛根默斯肯的颜料和来自赫尔辛根默斯肯的雪浪纸——这种纸总是卷曲的，只有用同样来自赫尔辛根默斯肯的黑曜石板才能把它压平。针眼画师已经把他的老师——空灵画师画进画里，然后又将国王、王后、大臣们画进画里，然后准备画露珠公主……
王宫里，空灵画师求见露珠公主，他打着一把古怪的黑伞——那把伞一直在转。空灵画师将“画进画里”的事情告诉了公主，同时卫队长——赫尔辛根默斯肯人长舤告诉公主，国王和王后确实已经不见了。空灵画师之所以没有消失，正是因为他打着那把有神力的黑伞。但是那把伞有毛病，只能靠旋转将其撑开，而且转速不能太快，也不能太慢。空灵画师让公主打着黑伞去找深水王子，因为只有深水王子不会被画进画里。空灵画师在把伞交给公主之后，果然凭空消失了。公主在长舤和奶妈宽姨的护送下离开王宫，向墓岛方向逃去。

#### 饕餮海
曾经，赫尔辛根默斯肯有很多东西被贩卖到无故事王国。
其一是赫尔辛根默斯肯香皂。在赫尔辛根默斯肯有一种魔泡树，风吹时会产生泡泡，泡泡非常非常轻，完全没有重量，所以一旦产生就会被风吹走，只有骑着最快的马才能追得上。人们收集几十上百万的泡泡才能制成一块香皂。露珠公主每晚用这种香皂洗澡，洗完之后非常舒服，一动也不想动。
还有饕餮鱼——一种食人鱼，因为它有很多用处，所以被贩卖到无故事王国。有一次贩卖饕餮鱼的船遭遇台风，在无故事王国附近沉没。饕餮鱼就在无故事王国周围浅海繁殖，将无故事王国包围，因此无故事王国周边海域也被叫做饕餮海。因为它们连大船都能咬破，所以此后再也没有人进出无故事王国。其实，无故事王国以前叫故事王国，正是因为饕餮鱼才变成了无故事王国。
露珠公主一行来到海边，也只能望洋兴叹。但是一个偶然的机会使他们发现，香皂的泡沫也可以使饕餮鱼丧失战斗力。于是他们得以在香皂的掩护下，驶出饕餮海，向墓岛驶去。

#### 深水王子
深水王子是个奇怪的人，他不符合透视原理，不管离得远近，看上去都是一样大的。
露珠公主带着深水王子回到无故事王国。针眼画师发现无法将深水王子画进画里，因为他不符合西方畫技的基本透视原理，而他老師又沒教他東方書技。於是冰沙王子決定對戰深水王子，用自己的劍殺死深水王子。
最后，深水王子杀死了冰沙王子，当上了国王；针眼画师将自己画进了画里；露珠公主和长帆远走他乡、周游天下。从此再也没有人进出过无故事王国。

### 隐喻
| 童话中的事物   | 说明                                                         | 隐喻                                               | 备注                               |
| -------------- | ------------------------------------------------------------ | -------------------------------------------------- | ---------------------------------- |
| 故事王国       | 故事意味着信息，有故事意味着和外界有信息交换。               | 普通世界                                           |                                    |
| 无故事王国     | 和外界无法交换信息。                                         | 黑域（亦称光墓，系低光速黑洞）、发出安全声明的世界 |                                    |
| 赫尔辛根默斯肯 | 故事中唯一的音译名字，且频繁出现，说明它很重要。             | 赫尔辛根山与默斯肯岛间的默斯肯漩涡、黑洞           |                                    |
| 画进画里       |                                                              | 二维化                                             | 直到太阳系被二维化时其隐喻才被知晓 |
| 不符合透视原理 | 不会变化的常量，不随参考系变化而变化。                       | 光速，可以逃脱二维化                               |                                    |
| 黑伞           | 离心式调速器，转速不能快也不能慢，不会变化的常量。           | 光速，可以逃脱二维化                               |                                    |
| 饕餮鱼         | 能隔断岛内外信息交换。                                       | 黑域、安全声明                                     |                                    |
| 香皂           | 制作香皂的魔树泡没有重量，一产生就飞走，最快的马才能追上。   | 光                                                 |                                    |
| 香皂           | 捕捉魔树泡。                                                 | 降低光速、安全声明                                 |                                    |
| 香皂           | 能使饕餮鱼失去战斗力。                                       | 光速能逃脱黑域                                     |                                    |
| 香皂           | 香皂放在玩具船尾部，可以通过降低后方水面的表面张力使船前进。 | 曲率驱动                                           |                                    |
| 雪浪纸         | 本身是弯曲的。                                               | 空间曲率                                           |                                    |
| 黑曜石板       | 能将雪浪纸压平。                                             | 降低空间曲率                                       |                                    |

### 评论
这一系列童话故事不仅对小说的发展有重要作用，单独来看也是不错的童话故事，并且有人专门为其创作了插画。但有评论认为，这三个童话故事在拍摄《三体》电影时不好处理。